# Fort XII Twierdzy Toruń
Fort XII Twierdzy Toruń (dawny Va Ulrich von Jungingen, od 1920 im. Władysława Jagiełły) – fort pośredni na terenie poligonu toruńskiego.

## Historia
Został zbudowany w latach 1887–1889. Miał wzmacniać południową linię obronną miasta, jego ogień artyleryjski (z sześciu otwartych stanowisk) sięgał do miejscowości Wygoda-Popioły.
Wkrótce po zakończeniu prac budowlanych przeszedł modernizację: wzmocnione zostało sklepienie poprzez położenie metrowej warstwy betonu, podwyższono wały ziemne. Ze względu na korzystne umiejscowienie w terenie fort był odpowiednio zamaskowany; ostrzał z jego stoków, zamaskowanych dodatkową warstwą roślinności, sięgał do 800 m. Od 1908 roku fort został eksperymentalnie otoczony drutem kolczastym pod napięciem, a na jego terenie wzniesiono niestosowaną w innych toruńskich warowniach betonową przeciwskarpę. Wnętrze fortu oświetlano przy pomocy motora ropnego. Podobnie areną eksperymentu fort stał się w 1911 roku, kiedy dokonano ćwiczebnego podminowania części murów opasowych zewnętrznych i wysadzono je w powietrze, by częściowo je w roku następnym odbudować. Obiekt stale służył jako koszary. 
W latach 1920–1922 fort stał pusty.